# 第一只見川橋梁
第一只見川橋梁（だいいちただみがわきょうりょう）は、福島県大沼郡三島町の只見川に架かる東日本旅客鉄道（JR東日本）只見線の鉄道橋である。越後三山只見国定公園に属する。

## 概要
国鉄会津線（現・只見線）の会津柳津駅 - 会津宮下駅間の延伸工事に伴って1938年（昭和13年）に完成し、1941年（昭和16年）に供用開始した。会津桧原駅 - 会津西方駅間の阿賀野川水系只見川に架かる全長176 mの橋梁である。
只見川に架かる只見線の鉄道橋の中で、唯一のトラス構造アーチ橋であり、三島町特産の桐の花と同じ薄紫色に塗装されている。また、只見川を一跨ぎする本橋梁が水鏡となって川面に写る姿や、只見川の水面から川霧が立ち本橋梁を包む幻想的な景観が素晴らしい。
2021年（令和3年）に17施設からなる「只見線鉄道施設群」の1つとして土木学会選奨土木遺産に認定された。

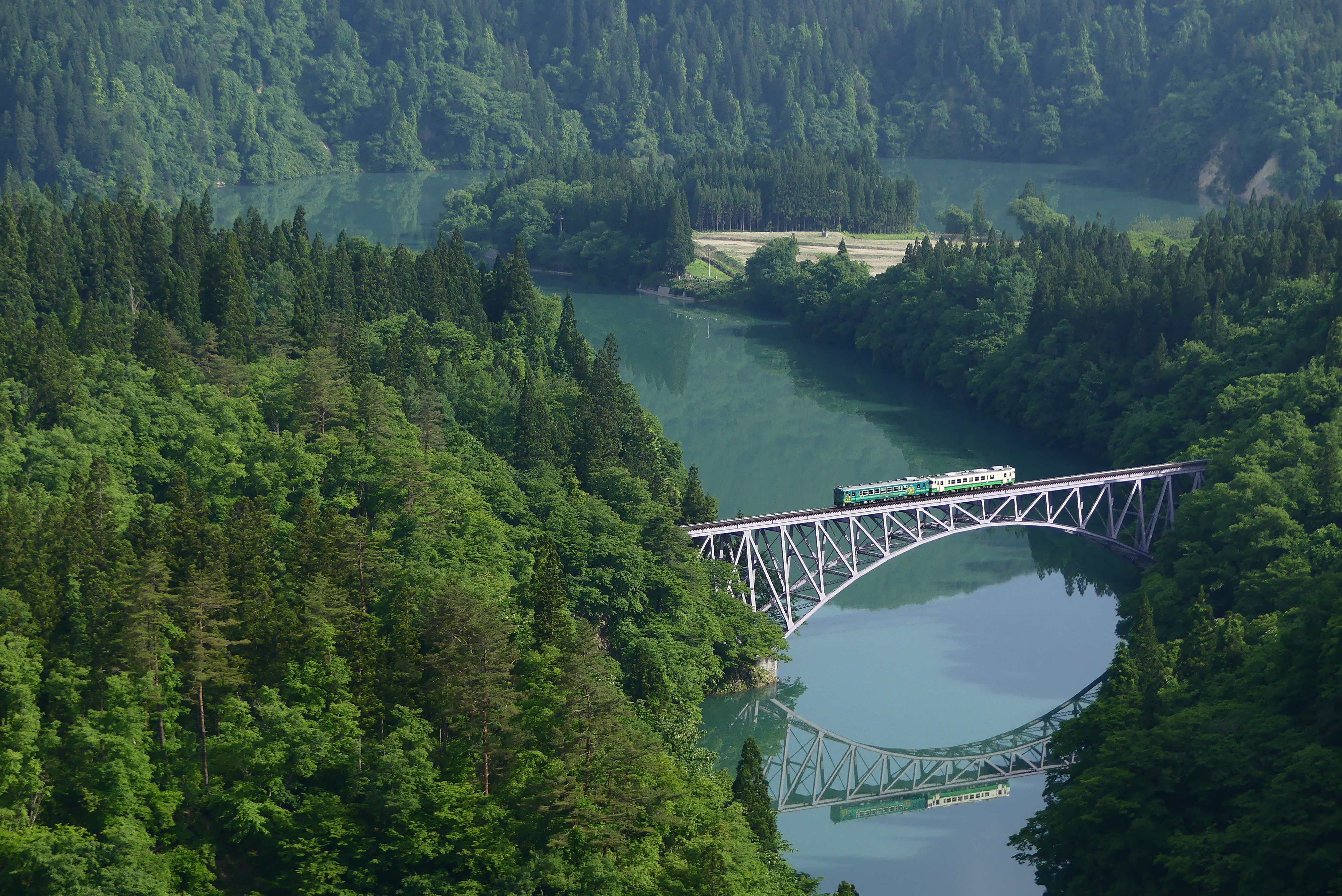
初夏（2018年5月）
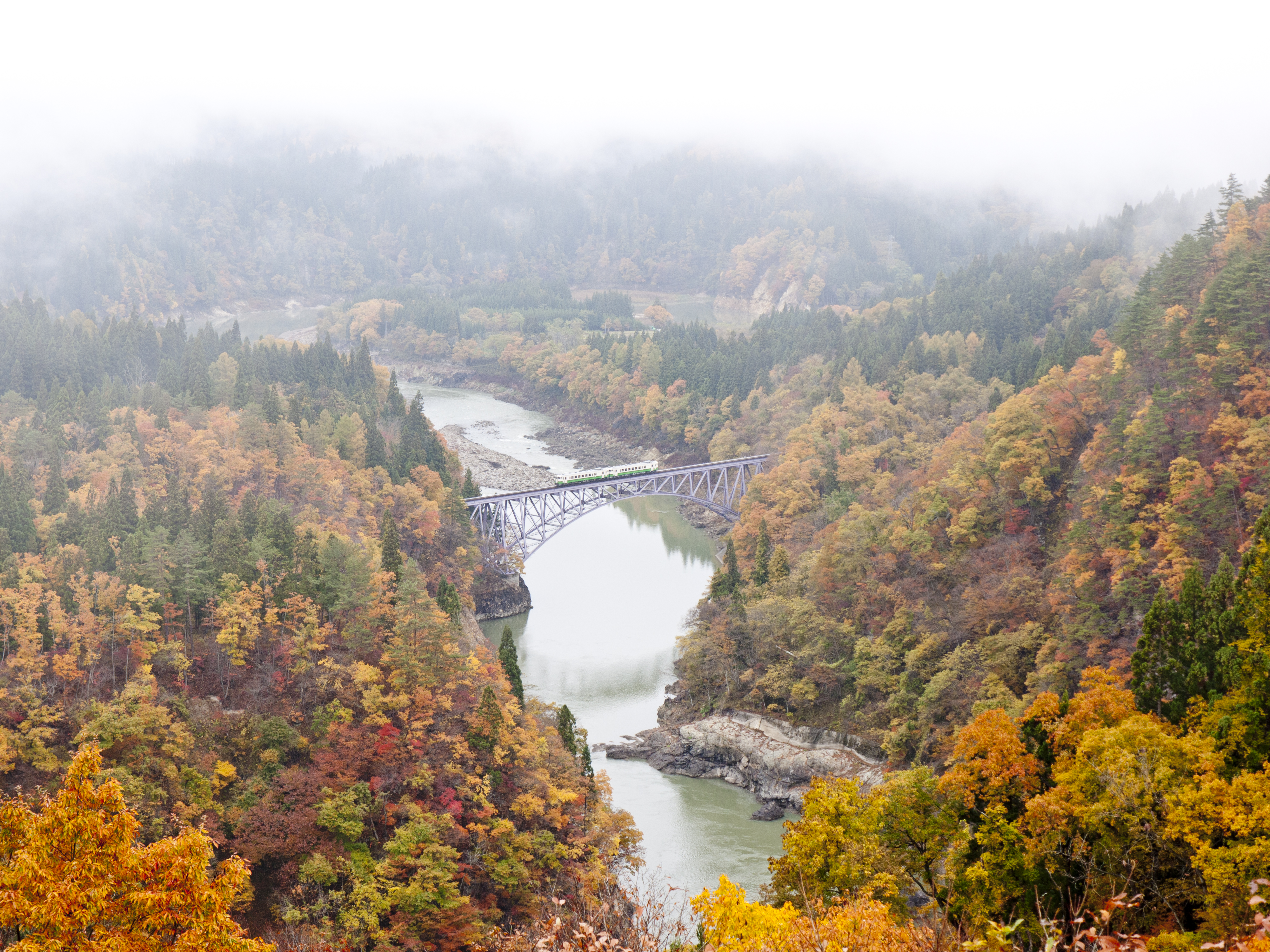
晩秋（2012年11月）
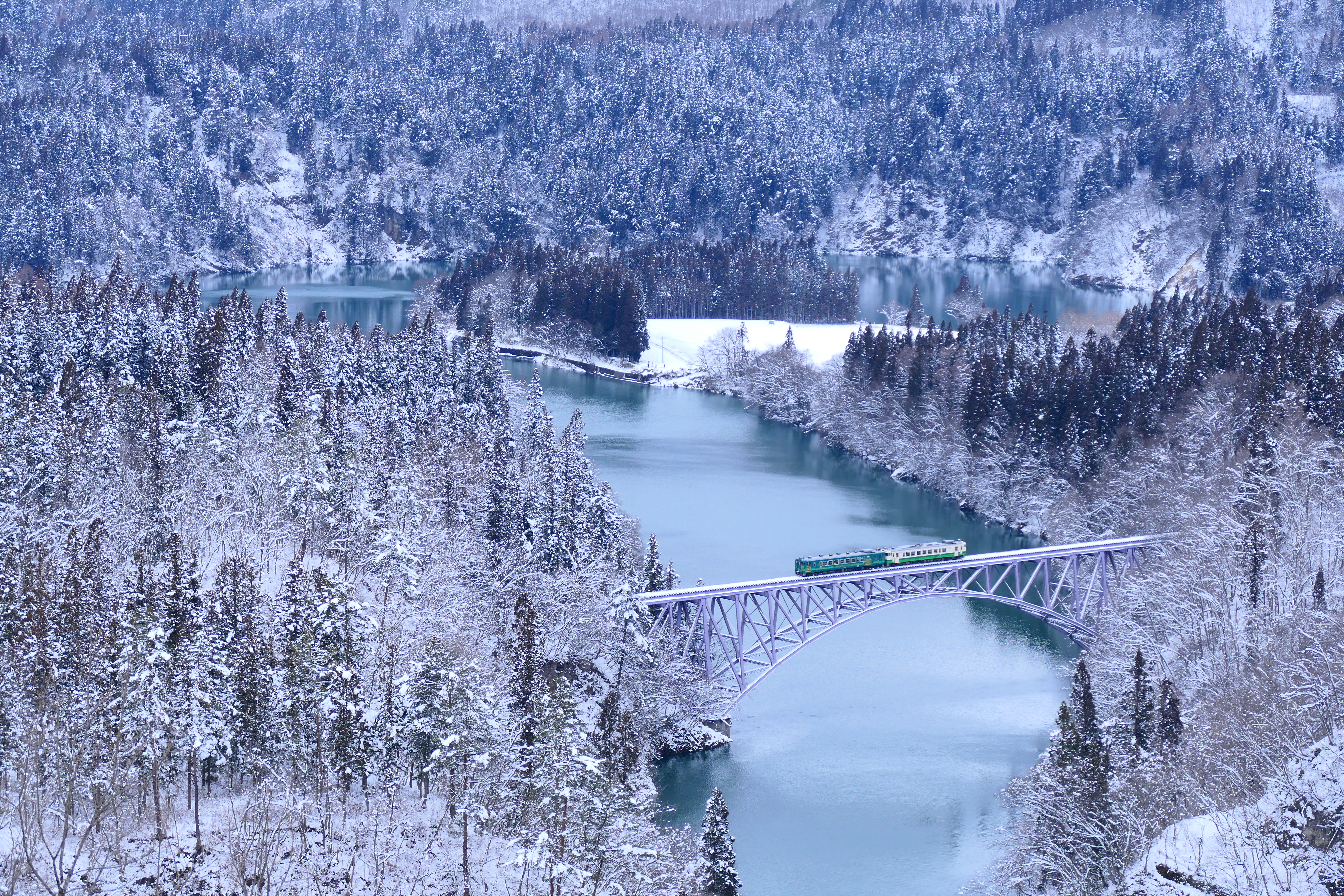
冬（2020年2月）

## 工事
鉄道省東京第二工事事務所による直轄工事として架橋が行われた。架橋地点では足場を組み立てることが困難であったため、第一白川橋梁で実績のあったケーブル・エレクション工法を用いて施工が進むこととなった。第一白川橋梁ではデリッククレーンを用いての架設が行われたが、第一只見川橋梁では片側部分にデリッククレーンを載せる事による部材への負荷やそもそも建設位置がデリッククレーンを使用するのに適さない場所であった事もありケーブルのみで架設をすることとなった。
作業基地は会津若松側に設けられていたが、狭隘な土地であったため資材置き場は会津柳津駅に設けられ、そこから1日2往復の建築列車が現地まで運搬した。豪雨期と豪雪期を避けるため工事は1938年の8月から12月にかけて集中的に行われた。8月末には測量や基礎の施工、架設に用いる鉄塔の据付けが完了し、10月半ばには側径間にける部材の架設を開始すると同時に主径間のアーチを張出して11月27日には閉合。リベットの鉸鋲作業を11月に開始し、12月末までに全44342本の鉸鋲を終了した。

## 構造

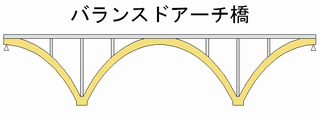
バランスドアーチ橋

単線上路式2ヒンジスパンドレルブレーストバランストアーチの形式であり、汽車製造製である。2022年現在、開業当初から供用されているこの形式の橋梁は第一只見川橋梁のみである。
本橋梁は以下の構造を組み合わせたものであり、また鉄道用アーチ橋としての特徴でもある。
- 開腹式上路アーチ橋
- 2ヒンジアーチ
- ブレースドリブアーチ(Braced-rib arch)
- バランスドアーチ橋(Balanced Arch Bridge)

支間長は32 m + 112 m + 32 mである。

## 周辺
- 歳時記橋（町道）
- 国道252号
- 駒啼瀬（こまなかせ）トンネル
- 国道400号
- 只見川ビューポイント遊歩道
- 三島町生活工芸館
- 道の駅尾瀬街道みしま宿

## その他

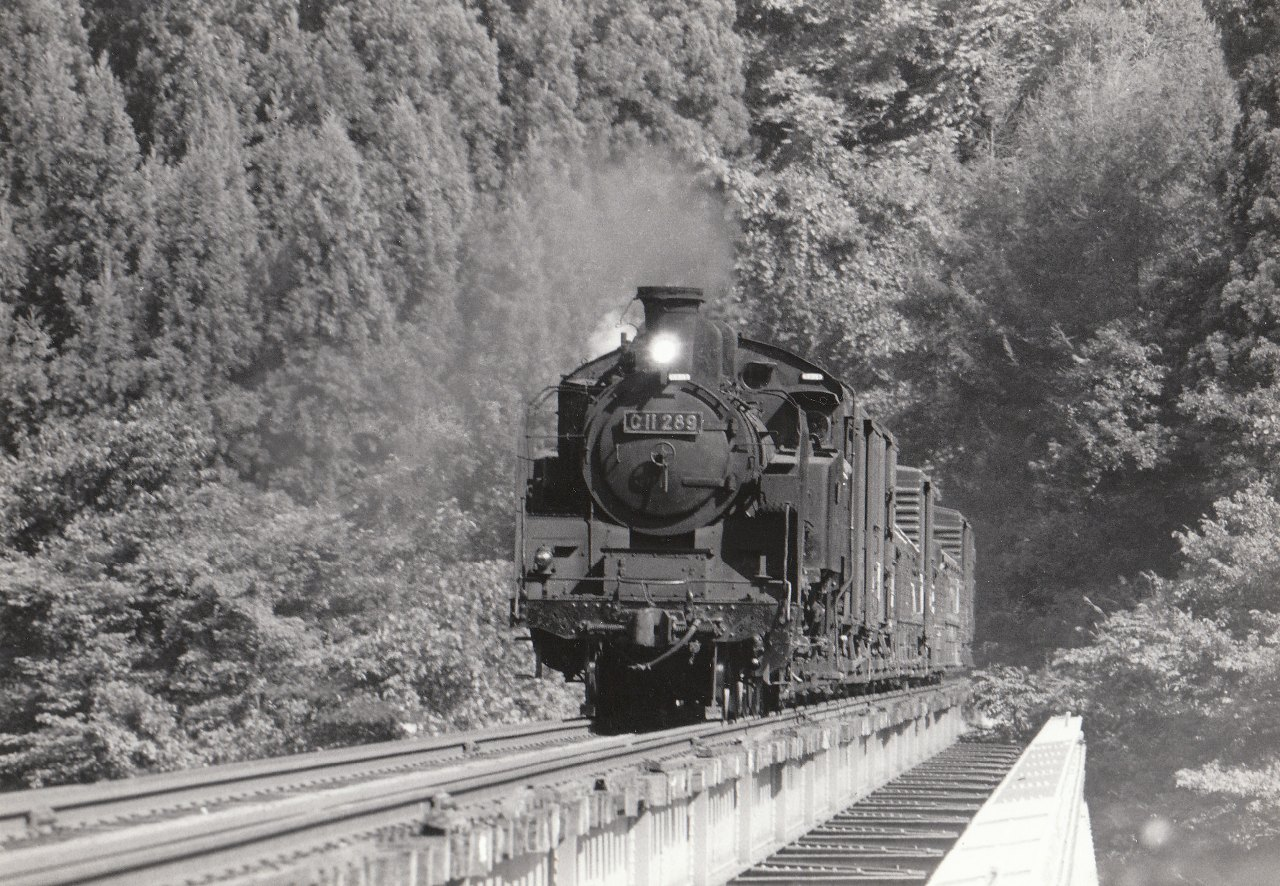
第一只見川橋梁を渡るC11形蒸気機関車（1973年11月）

- 只見川に架かる本橋梁は全国的に有名であり、鉄道ファンやカメラマンの有名撮影ポイントとなっている。また、紅葉時期には観光地案内として、国内旅行会社や仙台支社の観光パンフレットに、道の駅側の駒啼瀬トンネル上（鉄塔付近）からの俯瞰図などの写真が掲載されていることが多い[9][10]。
- 2012年（平成24年）より観光客や撮影者のために、駒啼瀬トンネル脇よりトンネル上の鉄塔付近までを三島町が遊歩道「只見川ビューポイント遊歩道」として整備している[11]。また、道の駅には遊歩道の案内板が設置されている。この只見川ビューポイント遊歩道を含め、越後三山只見国定公園に指定されている。